# I Can't Deny It
I Can't Deny It is een nummer van de Britse muzikant Rod Stewart uit 2001. Het is de eerste single van zijn 19e studioalbum Human.
"I Can't Deny It" is een vrolijk, voor Rod Stewart begrippen poppy nummer dat gaat over een man die geobsedeerd is door zijn geliefde. Het nummer werd mede geschreven door Gregg Alexander, de ene helft van de New Radicals verantwoordelijk is voor vele grote hits. Toch werd "I Can't Deny It" slechts in het Verenigd Koninkrijk een bescheiden succesje, met een 26e positie. In Nederland moest de plaat het met een 19e positie in de Tipparade stellen.

## Tracklijst
- Cd-single

1. "I Can't Deny It" - 3:40
2. "Peach" - 3:46
3. "Do Wah Diddy" - 3:45